# Crazy Babies
Pour les articles homonymes, voir Babies.
Crazy Babies est un single d'Ozzy Osbourne sorti en 1988.

## Titres

### Version Espagnole 7"
1. Crazy Babies

### Version 12"
1. Crazy Babies (Crazy Mix)

### Version Promo
1. Crazy Babies
2. You Said It All
3. Demon Alcohol

### Version
1. Crazy Babies 04:15
2. Demon Alcohol 04:28